# Lucantonio Coppi

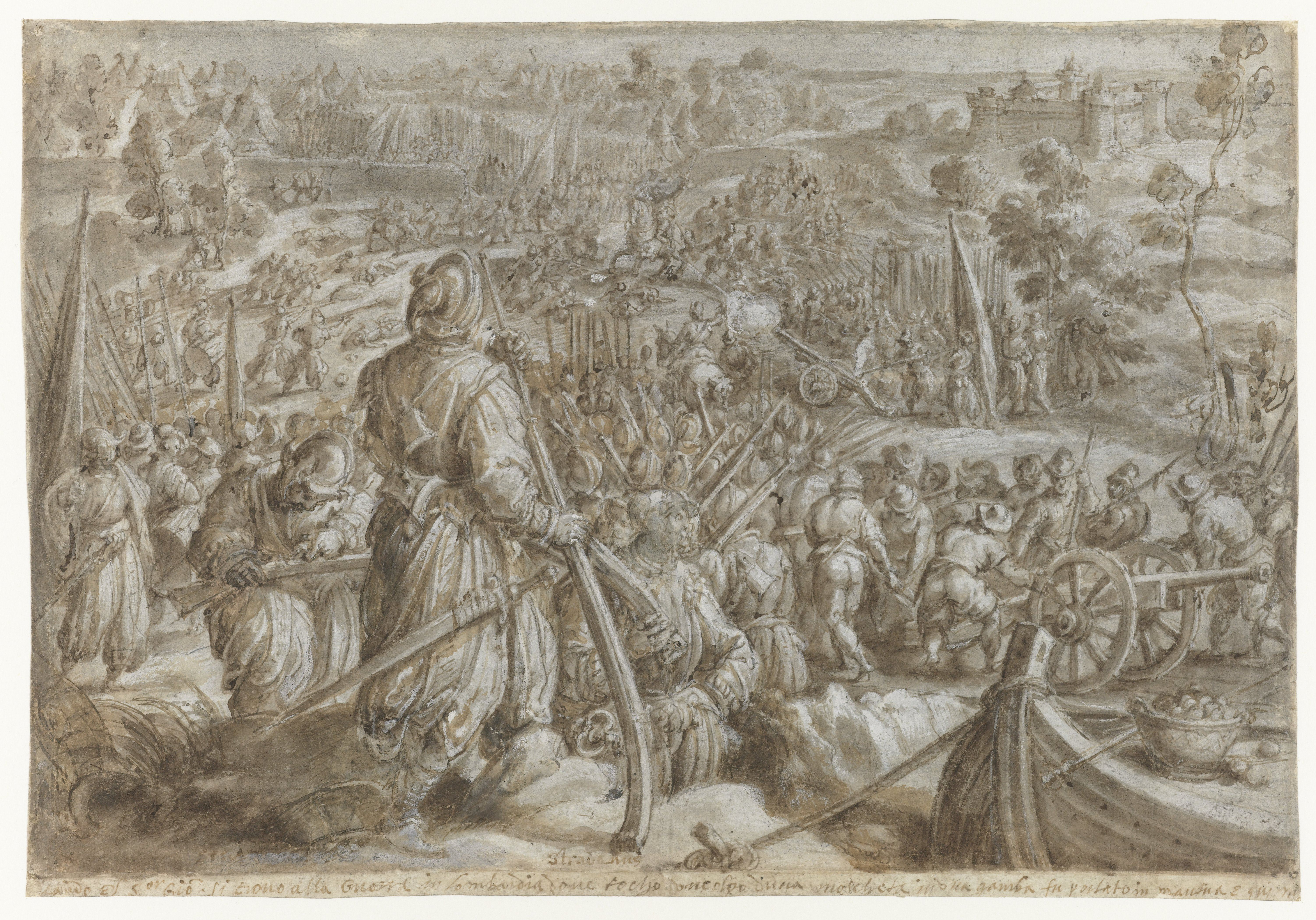
Battaglia di Governolo del 1526.

Lucantonio Coppi, detto Cuppano (Montefalco, marzo 1507 – gennaio 1557), è stato un nobile e condottiero italiano del Rinascimento.

## Biografia
Lucantonio, figlio di condottiero che militò nelle file di Bartolomeo d'Alviano, giovanissimo frequentò Casa Medici, che lo avviarono al mestiere delle armi. A Firenze conobbe Giovanni de' Medici, che lo accolse nelle Bande Nere. Nel 1525 partecipò con Giovanni delle Bande Nere alla battaglia di Pavia. In questo periodo Lucantonio trascrisse il famoso ricettario di Caterina Sforza, madre di Giovanni de' Medici, contenente ricette di cosmesi, medicina e chimica.
Nel 1526, alla battaglia di Governolo, assistette al ferimento del de' Medici, che venne portato a trasportato a Mantova presso il palazzo di Aloisio Gonzaga, marchese di Castel Goffredo, dove il chirurgo Abramo Arié, che già lo aveva curato con successo due anni prima, gli amputò la gamba. Prima del trapasso Pietro Aretino consigliò Giovanni de' Medici di affidare a Lucantonio il comando delle Bande Nere, che dopo alcuni anni si sciolsero.
Nel maggio 1527 Lucantonio si trovava a Roma al servizio del Pontefice quando assistette al sacco della città da parte dei lanzichenecchi: la sua compagnia venne sterminata ed egli restò prigioniero di Luigi Gonzaga "Rodomonte", ma riuscì a liberarsi seguendo poi il condottiero Francesco Maria I della Rovere, presso i quale prestò servizio sino al 1538, data di morte. Nel 1543 passò al servizio di Firenze che provvide a nominarlo governatore generale di Piombino. Compì numerose azioni militari a Portoferraio e a difesa dell'Isola d'Elba.

## Discendenza
Lucantonio Coppi sposò Maddalena d'Ivarra, contessa di Poggio Santa Maria ed ebbero due figlie.

## Filmografia
Lucantonio Cuppano è stato ricordato ne Il mestiere delle armi, regia di Ermanno Olmi (2001).